# Iasînuvate, Vilneansk
Iasînuvate (în ucraineană Ясинувате) este un sat în comuna Dniprovka din raionul Vilneansk, regiunea Zaporijjea, Ucraina.

## Demografie
Componența lingvistică a localității Iasînuvate
     Ucraineană (74,38%)
     Rusă (24,79%)
     Alte limbi (0,83%)
Conform recensământului din 2001, majoritatea populației localității Iasînuvate era vorbitoare de ucraineană (74,38%), existând în minoritate și vorbitori de rusă (24,79%).